# Hallenasienspiele 2009/Leichtathletik
| Medaillenspiegel Leichtathletik (nach 26 von 26 Entscheidungen) | Medaillenspiegel Leichtathletik (nach 26 von 26 Entscheidungen) | Medaillenspiegel Leichtathletik (nach 26 von 26 Entscheidungen) | Medaillenspiegel Leichtathletik (nach 26 von 26 Entscheidungen) | Medaillenspiegel Leichtathletik (nach 26 von 26 Entscheidungen) | Medaillenspiegel Leichtathletik (nach 26 von 26 Entscheidungen) |
| Platz                                                           | Land                                                            | Gold                                                            | Silber                                                          | Bronze                                                          | Gesamt                                                          |
| --------------------------------------------------------------- | --------------------------------------------------------------- | --------------------------------------------------------------- | --------------------------------------------------------------- | --------------------------------------------------------------- | --------------------------------------------------------------- |
| 01                                                              | Kasachstan                                                      | 6                                                               | 6                                                               | 6                                                               | 18                                                              |
| 02                                                              | Volksrepublik China                                             | 5                                                               | 3                                                               | 1                                                               | 9                                                               |
| 03                                                              | Saudi-Arabien                                                   | 4                                                               | 2                                                               | 2                                                               | 8                                                               |
| 04                                                              | Iran                                                            | 3                                                               | —                                                               | —                                                               | 3                                                               |
| 05                                                              | Thailand                                                        | 2                                                               | 3                                                               | 8                                                               | 13                                                              |
| 06                                                              | Usbekistan                                                      | 2                                                               | 2                                                               | —                                                               | 4                                                               |
| 07                                                              | Katar                                                           | 2                                                               | 1                                                               | 2                                                               | 5                                                               |
| 08                                                              | Vietnam                                                         | 1                                                               | 3                                                               | 3                                                               | 7                                                               |
| 09                                                              | Bahrain                                                         | 1                                                               | 3                                                               | 1                                                               | 5                                                               |
| 10                                                              | Chinesisch Taipeh                                               | —                                                               | 1                                                               | 1                                                               | 2                                                               |
| 0                                                               | Indien                                                          | —                                                               | 1                                                               | 1                                                               | 2                                                               |
| 0                                                               | Irak                                                            | —                                                               | 1                                                               | 1                                                               | 2                                                               |
| 13                                                              | Kuwait                                                          | —                                                               | 1                                                               | —                                                               | 1                                                               |
| 0                                                               | Syrien                                                          | —                                                               | 1                                                               | —                                                               | 1                                                               |
| 15                                                              | Indonesien                                                      | —                                                               | —                                                               | 1                                                               | 1                                                               |
| 0                                                               | Vereinigte Arabische Emirate                                    | —                                                               | —                                                               | 1                                                               | 1                                                               |
| Gesamt                                                          | Gesamt                                                          | 26                                                              | 26                                                              | 26                                                              | 78                                                              |

Die Leichtathletik-Wettbewerbe der Hallenasienspiele 2009 fanden vom 31. Oktober bis zum 2. November im Hanoi Indoor Games Gymnasium in der vietnamesischen Hauptstadt Hanoi statt. 

## Ergebnisse Männer

### 60 m
| Platz | Athlet                     | Land | Zeit (s) |
| ----- | -------------------------- | ---- | -------- |
| 1     | Su Bingtian                | CHN  | 6,65     |
| 2     | Yasir Baalghayth al-Nashri | KSA  | 6,66     |
| 3     | Wachara Sondee             | THA  | 6,68     |
| 4     | Omar Jouma al-Salfa        | VAE  | 6,72 NR  |
| 5     | Tu Chia-lin                | TPE  | 6,78     |
| 6     | Mohamed Farhan             | BHR  | 6,79     |
| 7     | Yahya al-Gahes             | KSA  | 6,81     |
| 8     | Leung Chun Wai             | HKG  | 6,83     |

Finale: 31. Oktober

### 400 m
| Platz           | Athlet            | Land | Zeit (s) |
| --------------- | ----------------- | ---- | -------- |
| 1               | Ismail al-Sabiani | KSA  | 47,31    |
| 2               | Youssef Masrahi   | KSA  | 47,49    |
| 3               | Sergei Saikow     | KAZ  | 47,63    |
| 4               | Ali Shirook       | VAE  | 48,67    |
|                 | Reza Bouazar      | IRN  | DNF      |
| Abdelkarim Saud | VAE               | DNF  |          |

Finale: 1. November

### 800 m
| Platz | Athlet            | Land | Zeit (min) |
| ----- | ----------------- | ---- | ---------- |
| 1     | Sajjad Moradi     | IRN  | 1:48,48 GR |
| 2     | Mohammad al-Azemi | KUW  | 1:48,93 NR |
| 3     | Adnan Taess Akkar | IRQ  | 1:49,59 NR |
| 4     | Amir Moradi       | IRN  | 1:51,28    |
| 5     | Jakkrit Pattasai  | THA  | 1:57,63    |
|       | Ghamanda Ram      | IND  | DNF        |

Finale: 2. November

### 1500 m
| Platz | Athlet             | Land | Zeit (min) |
| ----- | ------------------ | ---- | ---------- |
| 1     | Thamer Kamal Ali   | QAT  | 3:42,36 GR |
| 2     | Alemu Bekele       | BHR  | 3:43,66    |
| 3     | Abubaker Ali Kamal | QAT  | 3:44,07    |
| 4     | Omar al-Rasheedi   | KUW  | 3:46,69    |
| 5     | Zhang Haikun       | CHN  | 3:46,70    |
| 6     | Poomani Ebenazer   | IND  | 3:53,76    |
| 7     | Naresh Yadav       | IND  | 3:54,08    |
| 8     | Shin Hyun-su       | KOR  | 3:55,90    |

Finale: 2. November

### 3000 m
| Platz | Athlet              | Land | Zeit (min) |
| ----- | ------------------- | ---- | ---------- |
| 1     | James Kwalia        | QAT  | 8:00,40 GR |
| 2     | Alemu Bekele        | BHR  | 8:01,50    |
| 3     | Essa Ismail Rashed  | QAT  | 8:05,87    |
| 4     | Sandeep Karan Singh | IND  | 8:12,78    |
| 5     | Omar al-Rasheedi    | KUW  | 8:19,65    |
| 6     | Shin Hyun-su        | KOR  | 8:21,37    |
| 7     | Ho Chin-ping        | TPE  | 8:26,74    |
| 8     | Boonthung Srisung   | THA  | 8:31,63    |

1. November

### 60 m Hürden
| Platz | Athlet              | Land | Zeit (s) |
| ----- | ------------------- | ---- | -------- |
| 1     | Ji Wei              | CHN  | 7,69 GR  |
| 2     | Mohammed al-Thawadi | QAT  | 7,81 NR  |
| 3     | Sami al-Haydar      | KSA  | 7,81 NR  |
| 4     | Ahmed al-Muwallad   | KSA  | 7,85     |
| 5     | Jamras Rittidet     | THA  | 7,88     |
| 6     | Fawaz al-Shammari   | KUW  | 7,92     |
| 7     | Suphan Wongsriphuck | THA  | 8,06     |
| 8     | Nasar Muchametschan | KAZ  | 8,06     |

Finale: 1. November

### 4 × 400 m Staffel
| Platz | Land                         | Athleten                                                                  | Zeit (min) |
| ----- | ---------------------------- | ------------------------------------------------------------------------- | ---------- |
| 1     | Saudi-Arabien                | Youssef Masrahi Ismail al-Sabiani Hamed Hamadan al-Bishi Bandar Sharahili | 3:10,31 GR |
| 2     | Thailand                     | Chanatip Ruckburee Jukkatip Pojaroen Supachai Phachsay Suppachai Chimdee  | 3:11,07    |
| 3     | Vereinigte Arabische Emirate | Omar Jouma al-Salfa Ali Shirook Abdelkarim Saud Jasim Saeed               | 3:11,40    |
| 4     | Indien                       |                                                                           | 3:13,01    |
| 5     | Irak                         |                                                                           | 3:23,32    |

### Hochsprung
| Platz | Athlet              | Land | Höhe (m) |
| ----- | ------------------- | ---- | -------- |
| 1     | Witali Zykunow      | KAZ  | 2,22     |
| 2     | Majd Eddin Ghazal   | SYR  | 2,22     |
| 3     | Zhao Kuansong       | CHN  | 2,20     |
| 4     | Nguyễn Duy Bằng     | VIE  | 2,11     |
| 4     | Hashem al-Oqaibi    | KSA  | 2,11     |
| 6     | Suchart Singhaklang | THA  | 2,11     |
| 7     | Nawaf al-Yami       | KSA  | 2,05     |
| 8     | Nikhil Chittarasu   | IND  | 2,05     |

1. November

### Stabhochsprung
| Platz | Athlet               | Land | Höche (m) |
| ----- | -------------------- | ---- | --------- |
| 1     | Leonid Andreyev      | UZB  | 5,60 GR   |
| 2     | Yang Yansheng        | CHN  | 5,40      |
| 3     | Kreeta Sintawacheewa | THA  | 5,10      |
| 4     | Mohsen Rabbani       | IRN  | 5,10      |
| 5     | Fahed al-Mershad     | KUW  | 5,00      |
| 6     | Eshagh Ghaffari      | IRN  | 5,00      |
| 7     | K. P. Bimin          | IND  | 4,80      |
| 8     | Jin Min-sub          | KOR  | 4,80      |

2. November

### Weitsprung
| Platz | Athlet              | Land | Weite (m) |
| ----- | ------------------- | ---- | --------- |
| 1     | Ahmed Fayez Marzouk | KSA  | 7,96 GR   |
| 2     | Zhuang Haitao       | CHN  | 7,91      |
| 3     | Theerayut Philakong | THA  | 7,71      |
| 4     | Hussein al-Sabee    | KSA  | 7,68      |
| 5     | Saleh al-Haddad     | KUW  | 7,60      |
| 6     | Mohammad Arzandeh   | IRN  | 7,60      |
| 7     | Konstantin Safronow | KAZ  | 7,57      |
| 8     | Kwak Chang-man      | KOR  | 7,46      |

1. November

### Dreisprung
| Platz | Athlet                | Land | Weite (m) |
| ----- | --------------------- | ---- | --------- |
| 1     | Roman Walijew         | KAZ  | 16,60 GR  |
| 2     | Jewgeni Ektow         | KAZ  | 16,44     |
| 3     | Theerayut Philakong   | THA  | 16,05     |
| 4     | Mohamed Abbas Darwish | VAE  | 16,03     |
| 5     | Amarjeet Singh        | IND  | 15,68     |
| 6     | Varunyoo Kongnil      | THA  | 15,61     |
| 7     | Nguyễn Văn Hùng       | VIE  | 15,61     |
| 8     | Ruslan Qurbonov       | UZB  | 15,32     |

2. November

### Kugelstoßen
| Platz | Athlet              | Land | Weite (m) |
| ----- | ------------------- | ---- | --------- |
| 1     | Amin Nikfar         | IRN  | 19,66 GR  |
| 2     | Chang Ming-huang    | TPE  | 19,55 NR  |
| 3     | Sultan al-Habashi   | KSA  | 19,39     |
| 4     | Meshari Suroor Saad | KUW  | 18,43     |
| 5     | Sourabh Vij         | IND  | 18,38     |
| 6     | Mehdi Shahrokhi     | IRN  | 18,32     |
| 7     | Grigoriy Kamulya    | UZB  | 17,93     |
| 8     | Satyender Singhi    | IND  | 17,49     |

2. November

### Siebenkampf
| Platz           | Athlet                  | Land | Punkte  |
| --------------- | ----------------------- | ---- | ------- |
| 1               | Mohammed Jasem al-Qaree | KSA  | 5791 GR |
| 2               | Dmitri Karpow           | KAZ  | 5691    |
| 3               | Vũ Văn Huyện            | VIE  | 5622    |
| 4               | P. J. Vinod             | IND  | 5416    |
| 5               | Hadi Sepehrzad          | IRN  | 5175    |
| 6               | Oudonsak Chanthavong    | LAO  | 4069    |
|                 | Pawel Dubizki           | KAZ  | DNF     |
| Boonkete Chalon | THA                     | DNF  |         |
| Lin Qingquan    | CHN                     | DNF  |         |

1./2. November

## Ergebnisse Frauen

### 60 m
| Platz | Athletin         | Land | Zeit (s) |
| ----- | ---------------- | ---- | -------- |
| 1     | Vũ Thị Hương     | VIE  | 7,24 GR  |
| 2     | Goʻzal Xubbiyeva | UZB  | 7,39     |
| 3     | Nongnuch Sanrat  | THA  | 7,42     |
| 4     | Orranut Klomdee  | THA  | 7,43     |
| 5     | Jiang Lan        | CHN  | 7,52     |
| 6     | Gulustan Mahmood | IRQ  | 7,53     |
| 7     | Munira Saleh     | SYR  | 7,54     |
| 8     | Lê Ngọc Phượng   | VIE  | 7,55     |

Finale: 31. Oktober

### 400 m
| Platz | Athletin           | Land | Zeit (s) |
| ----- | ------------------ | ---- | -------- |
| 1     | Chen Jingwen       | CHN  | 53,58    |
| 2     | Gulustan Mahmood   | IRQ  | 53,75    |
| 3     | Marina Masljonko   | KAZ  | 54,34    |
| 4     | Treewadee Yongphan | THA  | 54,98    |
| 5     | Karat Srimuang     | THA  | 55,53    |
| 6     | Olga Tereschkowa   | KAZ  | 56,99    |

Finale: 1. November

### 800 m
| Platz | Athletin            | Land | Zeit (min) |
| ----- | ------------------- | ---- | ---------- |
| 1     | Margarita Mazko     | KAZ  | 2:03,06 GR |
| 2     | Trương Thanh Hằng   | VIE  | 2:03,65    |
| 3     | Wiktorija Jalowzewa | KAZ  | 2:03,74    |
| 4     | Mimi Belete         | BHR  | 2:06,67    |
| 5     | Souksavanh Malivanh | LAO  | 2:31,04    |
|       | Inam al-Sudani      | IRQ  | DNF        |

2. November

### 1500 m
| Platz | Athletin             | Land | Zeit (min) |
| ----- | -------------------- | ---- | ---------- |
| 1     | Liu Qing             | CHN  | 4:19,04    |
| 2     | Mimi Belete          | BHR  | 4:19,79    |
| 3     | Trương Thanh Hằng    | VIE  | 4:23,04    |
| 4     | Leila Ebrahimi       | IRN  | 4:26,10    |
| 5     | Bùi Thị Hiền         | VIE  | 4:29,27    |
| 6     | Youm Go-eun          | KOR  | 4:40,25    |
| 7     | Priyanka Singh Patel | IND  | 4:43,36    |
| 8     | Inam al-Sudani       | IRQ  | 4:51,48 PB |

31. Oktober

### 3000 m
| Platz | Athletin          | Land | Zeit (min) |
| ----- | ----------------- | ---- | ---------- |
| 1     | Tejitu Daba       | BHR  | 09:32,65   |
| 2     | Bùi Thị Hiền      | VIE  | 09:37,19   |
| 3     | Gladys Kibiwot    | BHR  | 09:42,64   |
| 4     | Youm Go-eun       | KOR  | 09:46,35   |
| 5     | Leila Ebrahimi    | IRN  | 09:51,08   |
| 6     | Suriya Loganathan | IND  | 09:51,19   |
| 7     | Phạm Thị Hiền     | VIE  | 10:02,78   |
| 8     | Lalita Babar      | IND  | 10:22,27   |

2. November

### 60 m Hürden
| Platz | Athletin              | Land | Zeit (s) |
| ----- | --------------------- | ---- | -------- |
| 1     | Wallapa Punsoongneun  | THA  | 8,28 GR  |
| 2     | Natalja Iwoninskaja   | KAZ  | 8,38     |
| 3     | Anastassija Soprunowa | KAZ  | 8,39     |
| 4     | Wang Li               | CHN  | 8,43     |
| 5     | Gayathri Govindaraj   | IND  | 8,47     |
| 6     | Vũ Thị Hằng Ni        | VIE  | 8,49     |
| 7     | Wassana Winatho       | THA  | 8,55     |

2. November

### 4 × 400 m Staffel
| Platz | Land       | Athletinnen                                                             | Zeit (s) |
| ----- | ---------- | ----------------------------------------------------------------------- | -------- |
| 1     | Kasachstan | Wiktorija Jalowzewa Margarita Mazko Marina Masljonko Anna Gawrjuschenko | 3:39,21  |
| 2     | Indien     | Mrudula Korada Jauna Murmu Mary Tiana Thomas Ashwini Akkunji            | 3:41,23  |
| 3     | Thailand   | Achara Chanakhen Karat Srimuang Saowalee Kaewchuay Treewadee Yongphan   | 3:41,37  |
| 4     | Irak       |                                                                         | 3:59,01  |

2. November

### Hochsprung
| Platz | Athletin              | Land | Höhe (m) |
| ----- | --------------------- | ---- | -------- |
| 1     | Nadiya Dusanova       | UZB  | 1,93 GR  |
| 2     | Noengrothai Chaipetch | THA  | 1,93 =GR |
| 3     | Wanida Boonwan        | THA  | 1,91     |
| 4     | Zheng Xingjuan        | CHN  | 1,89     |
| 4     | Svetlana Radzivil     | UZB  | 1,89     |
| 6     | Wu Meng-chia          | TPE  | 1,80     |
| 7     | Bùi Thị Nhung         | VIE  | 1,80     |
| 8     | Kavya Muthanna        | IND  | 1,80     |

2. November

### Stabhochsprung
| Platz | Athletin               | Land | Höhe (m) |
| ----- | ---------------------- | ---- | -------- |
| 1     | Li Ling                | CHN  | 4,45 GR  |
| 2     | Lê Thị Phương          | VIE  | 4,00     |
| 3     | Ni Putu Desi Margawati | INA  | 4,00     |
| 4     | Chayanisa Chomchuendee | THA  | 3,70     |
| 5     | Sunisa Kaoiad          | THA  | 3,60     |
| 6     | Trần Thị Lan           | VIE  | 3,40     |
| 7     | Toukta Khamboonheung   | LAO  | 3,00     |

31. Oktober

### Weitsprung
| Platz | Athletin              | Land | Weite (m) |
| ----- | --------------------- | ---- | --------- |
| 1     | Olga Rypakowa         | KAZ  | 6,58 GR   |
| 2     | Yuliya Tarasova       | UZB  | 6,45      |
| 3     | Maliakhal Prajusha    | IND  | 6,27      |
| 4     | Chen Yaling           | CHN  | 6,27      |
| 5     | Aleksandra Kotlyarova | UZB  | 6,26      |
| 6     | Thitima Muangjan      | THA  | 6,18 PB   |
| 7     | Sirada Seechaichana   | THA  | 6,13 PB   |
| 8     | Reshmi Bose           | IND  | 6,09      |

2. November

### Dreisprung
| Platz | Athletin              | Land | Weite (m) |
| ----- | --------------------- | ---- | --------- |
| 1     | Olga Rypakowa         | KAZ  | 14,40 GR  |
| 2     | Irina Litwinenko      | KAZ  | 13,87     |
| 3     | Thitima Muangjan      | THA  | 13,78 PB  |
| 4     | Li Yanmei             | CHN  | 13,68     |
| 5     | Aleksandra Kotlyarova | UZB  | 13,58     |
| 6     | Maliakhal Prajusha    | IND  | 13,42     |
| 7     | Sirada Seechaichana   | THA  | 13,26 PB  |
| 8     | Maria Natalia Londa   | INA  | 13,04     |

1. November

### Kugelstoßen
| Platz | Athletin            | Land | Weite (m) |
| ----- | ------------------- | ---- | --------- |
| 1     | Leila Rajabi        | IRN  | 17,07     |
| 2     | Juttaporn Krasaeyan | THA  | 16,12     |
| 3     | Lin Chia-ying       | TPE  | 16,08     |
| 4     | Siwaporn Warapiang  | THA  | 13,99     |
| 5     | Moon Eun-gi         | KOR  | 13,64     |
| 6     | Neelam Jakhar       | IND  | 12,67     |
| 7     | Salma Abdullah      | QAT  | 09,82     |
| 8     | Maryam al-Mutabaghi | KUW  | 08,82     |

31. Oktober

### Fünfkampf
| Platz | Athletin           | Land | Punkte |
| ----- | ------------------ | ---- | ------ |
| 1     | Wassana Winatho    | THA  | 4062   |
| 2     | Liu Haili          | CHN  | 3908   |
| 3     | Nguyễn Thị Thu Cúc | VIE  | 3765   |
| 4     | Chu Chia-ling      | TPE  | 3676   |
| 5     | Dương Thị Việt Anh | VIE  | 3547   |
| 6     | K. D. Sindhu       | IND  | 3535   |
| 7     | Navpreet Kaur      | IND  | 3262   |
| 8     | Alaa Hikmat        | RQ   | 2069   |

31. Oktober